# Idioma baskir
El baskir (башҡорт теле, bɑʂ.ˌqʊ̞rt.tɪ̞ˈlɪ̞ⓘ) es una lengua túrquica hablada en la república de Baskortostán (Rusia).

## Hablantes

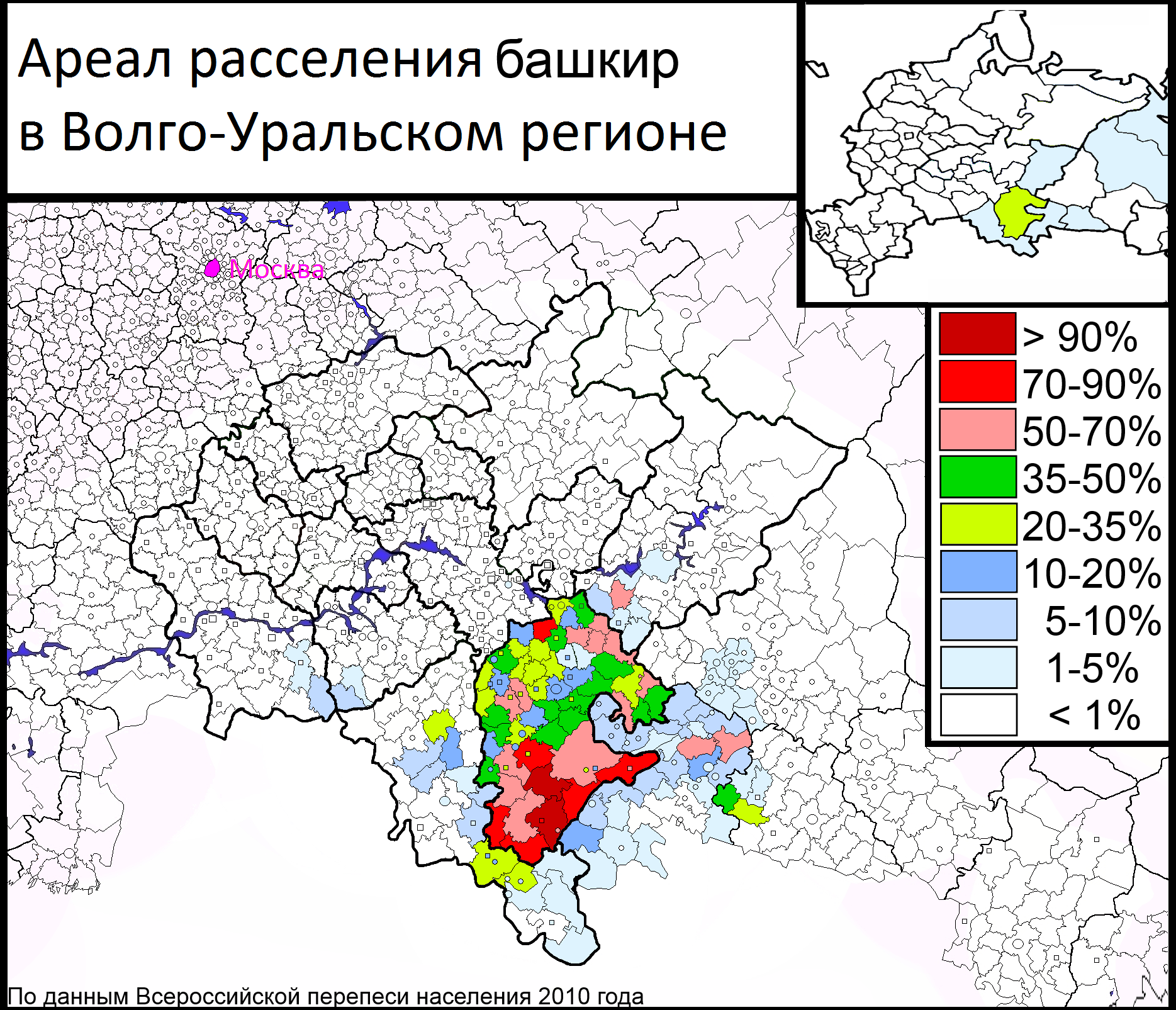
Área de asentamiento de los baskires en la región Volga-Ural. Censo ruso, en 2010.

El censo de 2002 declaraba que había 1 379 700 hablantes nativos de la lengua baskir viviendo en Rusia.
La mayoría de los hablantes de baskir habitan en Baskortostán, así como en los vecinos Tartaristán y Udmurtia. Un número sustancial de hablantes viven en el Krai de Perm y en Cheliábinsk, Oremburgo, Sverdlovsk y óblast de Kurgán. Existen importantes minorías baskires en Kazajistán y Uzbekistán.

## Alfabeto y dialectos
Aunque los baskires eran originariamente tribus úgricas o finesas, adoptaron la lengua bulgárica. Tras la invasión mongola de Rusia, el kipchak se hizo más habitual, ya que era el idioma hablado por la mayoría de las tribus de la Horda de Oro.
El baskir moderno, del mismo modo que el tártaro, que es similar, toma sus raíces del grupo de lenguas kipchak. Hoy en día el idioma tiene muchos dialectos, que son muy similares al tártaro. En el pasado, los baskrires usaban el tártaro como lengua escrita. En el siglo XV fue sustituido por el Chagatai (sin embargo, según algunos historiadores, fue sustituido por la variante tártara antigua del Chagatai), que se utilizó hasta 1923. Tanto el tártaro como el chagatai usaban la escritura árabe.
En 1923, se creó un sistema escrito para la lengua baskir. También se creó un lenguaje literario propio. Al principio se utilizó un alfabeto árabe modificado. En 1930 fue sustituido por un alfabeto basado en el latino, que a su vez fue reemplazado por un alfabeto adaptado del cirílico en 1938.
El alfabeto utilizado por el baskir es el mismo que el alfabeto ruso, con el añadido de las siguientes letras: Ә ә Ө ө Ү ү Ғ ғ Ҡ ҡ Ң ң Ҙ ҙ Ҫ ҫ Һ һ.
| А а | Б б | В в | Г г | Ғ ғ | Д д | Ҙ ҙ | Е е |
| Ё ё | Ж ж | З з | И и | Й й | К к | Ҡ ҡ | Л л |
| М м | Н н | Ң ң | О о | Ө ө | П п | Р р | С с |
| Ҫ ҫ | Т т | У у | Ү ү | Ф ф | Х х | Һ һ | Ц ц |
| Ч ч | Ш ш | Щ щ | Ъ ъ | Ы ы | Ь ь | Э э | Ә ә |
| Ю ю | Я я |     |     |     |     |     |     |

## Descripción lingüística
Composición vocálica:
|                   | Anterior     | Central | Posterior    |
| ----------------- | ------------ | ------- | ------------ |
| Posición superior | ү, и         | (и)     | у            |
| Elevación media   | ө, е, өү, еү |         | о, ы, оу, ыу |
| Posición inferior | ә, әү        |         | а, ау        |